# Анђелка Милић
Анђелка Милић (4. април 1942 — 11. април 2014) била је српска социологиња, феминисткиња и антиратна активисткиња.

## Биографија
Дипломирала је 1965. године, магистрирала 1970. и 1975. докторирала социологију на Филозофском факултету у Београду и на коме је предавала од 1971. до пензионисања 2009. године. У периоду од дипломирања до преласка на факултет, од 1965. до 1971. године, радила је у Институту друштвених наука у Београду. Стручно се усавршавала и као предавачица гостовала у Немачкој, Уједињеном Краљевству, Кини, САД. Као стипендиста Фулбрајтове фондације боравила је и предавала на Универзитету у Калифорнији, Беркли (1990—1991). Учествовала је на великом броју научних скупова у иностранству, а организовала је у Србији прву Kонференцију истраживачког комитета Светског социолошког удружења (International Sociological Asociation) — Комитета за истраживање породице, на Филозофском факултету у Београду 1988. године. Друга област континуиране научне и друштвене делатности биле су студије омладине. Била је главна уредница Социолошког прегледа (1981—1983, заједно са Борисавом Џуверовићем) и Социологије (1993—1995) и председница Социолошког друштва Србије (1977—1979). Коаутор је два средњошколска (из 1980. и 2011. године), једног високошколског (из 1986. године) и универзитетског уџбеника (из 2001. године).

## Феминистичко деловање
У настојању да феминистичку перспективу пренесе у универзитетско окружење где би се систематично изучавала кроз теорију и емпиријска истраживања, 1992. године заједно са Жараном Папић и Марином Благојевић предлаже програм женских студија наставно-научном већу Филозофског факултета у Београду. Ова иницијатива није наишла на разумевање на факултету те женске студије постају један од три изборна предмета на катедри за социологију под називом „ Полност и друштво“. Ово је био први пут на Балкану и у Источној Европи да су родне студије биле институционализоване.
Била је дугогодишња чланица Савета за равноправност полова Владе Републике Србије. 2012. године постаје прва председница Секције за феминистичка истраживања и критичке студије маскулинитета Српског социолошког друштва (СЕФЕМ)  која је организована у циљу унапређења и стварања знања и признавања феминистичких академских истраживања у академској заједници у Србији.
Анђелка Милић је била аналитичарка феминистичког покрета и кроз многа истраживања која је радила је давала јасну слику спољашњих и унутрашњих фактора који су утицали на развој феминистичких идеја и покрета у Србији и Црној Гори као и на разлоге за њихов положај на маргини друштва.
Анђелка Милић је заступала становиште, које је и пренела у стварност кроз организовање Женске странке, да женски покрет мора да добије националне размере како би могао да опстане. Истицала је да је реалност женског покрета у Србији таква да организације делују изоловано и да је веома присутна персонализација циљева која је у супротности са демократским принципима, да су у сталној борби за донације али и у страху од стигматизације у породици и заједници у којој делују.

## Женска странка - ЖЕСТ
Године 1990 је у Србији уведен политички плурализам и припремали су се први вишестраначки избори паралелно са буђењем републичких национализама у Југославији. Политичке тензије су наговештавале распад тадашње државе.
У таквој политичкој клими у Србији, препозната је опасност од милитарзација и враћања патријархалних вредности које су стална претња избореним правима и еманципацији жена у југословенском социјализму, али и шанса да се покрет жена стави на политичку мапу. У Београду су већ биле активне политичке организације жена Београдски женски лоби и Женски Парламент али није било политичке странке које би омасовила, координисала и усмеравала обједињавање у циљу промовисања политичких права жена и била потврда да су жене аутономни и равноправни политички субјекти.
Са том идејом, Анђелка Милић је, заједно са Лином Вушковић, Марином Благојевић, Жараном Папић, Зорицом Трифуновић, Неном Кованџић, Нелом Беблер, Браниславом Јевтић и Српком Арсенијевић основала Женску странку (ЖЕСТ) .
Назив странке представаља симболичко наслеђе женског организовања за стицање основних права у периоду пре стварања социјалистичке Југославије, те обнавља традицију прве Женске странке која је основана 1927. године и чија је чланица била и Десанка Максимовић.
31. октобра 1990. године странка је легализована а 04.11. исте године је одржана Оснивачка скупштина.
У Повељи о намерама ЖЕСТ јасно истиче хтење да учествује у решавању југословенске кризе на темељима континуиране улоге жена у друштвено-политичкој историји на просторима бивше СФРЈ и борбе за ослобођење жена која траје готово један век, као и да делује у име свих маргинализованих група у друштву.
Програм Женске странке је обухватао заступање женских политичких интереса на свим политичким нивоима и у важним државним телима, контролу и заштиту демократског поретка, снажно противљење национализму и насиљу, подршку свим организацијама и покретима који се боре против сваке врсте дискриминације у приватном и друштвеном животу, као и остваривање квалитета живота за све грађане који јесте циљ економског и политичког деловања и кроз њих се вреднује. Програм је сажет у акрониму:
Ж – жене
Е – етика
С – сарадња
Т – толерација
Странка се сусрела са низом проблема одмах након конситуисања. ЖЕСТ се финансирала искључиво из личних средстава чланица и чланова и није имала довољно времена и средстава да припреми кандидаткиње за републичке изборе ни да се организује за локалну власт. Странка одлучује да ће учествовати на председничким изборима и у духу родне једнакости предлаже мушко-женски пар, Весну Чолић и Милана Благојевића који би заједно вршили улогу председника. Поднета кандидатура је одбијена од стране надлежног судског тела и ЖЕСТ не учествује на изборима. Опција да се подржи нека од идеолошки блиских политичких странака и уђе у коалицију је изазвала раскол унутар саме ЖЕСТ, наиме „тврдо“ крило странке је сматрало да би коалиција довела до тога да се активности жена службу мушким циљевима и да би ослабила аутономност странке.  Без коалиционог партенра, странка је остала изолована и изгубила је шансу да се позиционира на политичкој сцени.
Странка је наставила свој рад кроз борбу против дискриминације и афирмације положаја жена у науци, медијима, новим технологијама, екологији и другим делатностима, али у тој политичкој и друштвено нестабилној клими и након избијања оружаних сукоба као последица националне и етничке нетрпељивости, фокус активности ЖЕСТ-а се окренуо ка мировним и антиратним активностима. Странка се у јулу 1991. придружила Женском Парламенту и феминистичким групама које су јавно уручиле Народној скупштини захтев да се одмах обуставе сви оружани сукоби у земљи и отпочну преговори.
Феминистичка група Жене и друштво, Београдски женски лоби и Женска странка су 1991. године упутиле апел председништву тадашње СФРЈ поводом односа државе Југославије и њених република према документима УН и других међународних организација, која се односе на жене и којима се дефинишу женска права у различитим областима друштва.
Три женске организације: Женски парламент, Београдски женски лоби и Женска странка су заједно у Београду организовале прве антиратне демонстрације, испред зграде Скупштине Србије.
ЖЕСТ је била ангажована на оснивању Центра за антиратну акцију (ЦАА) који је вршио координацију антиратних и мировних акција на подручију Србије и Југославије.
Специфичне околности у којима је странка настала као и расколи унутар саме странке су довели до њеног спонтаног гашења.

## Академска каријера
На Одељењу за социологију Филозофског факултета Анђелка Милић је отпочела наставну каријеру као асистенткиња на предмету Социологија породице, који је основала и водила проф. Загорка Голубовић. Након што је проф. Голубовић протерана са Универзитета  1975. године, Анђелка Милић је као доценткиња преузела у потпуности наставу на том предмету на основним, магистарским и докторским студијама, као и на Социјалној антропологији.

## Дела

### Монографије
- Класе и породица (1978)
- Социологија: за 4. разред усмереног образовања преводилачке и архивско-музејске струке (Михаило В. Поповић, Миодраг Ранковић, Силвано Болчић)(1980)
- Домаћинство, породица и брак у Југославији (Ева Берковић, Ружа Петровић)(1981)
- Социологија: за 3. годину Педагошке академије (Владимир Милић, Велимир Томановић)(1986)
- Загонетка омладине: теорија и историја омладинске структуре (1987)
- Рађање модерне породице (1988)
- Жене, политика, породица (1994).
- Генерација у протесту: социолошки портрет учесника Студентског протеста 96/97 на Београдском универзитету (1998)
- Социологија породице: критика и изазови (2001)
- Време породица: социолошка студија о породичној трансфомацији у савременој Србији (2010)
- Социологија : за 3. разред средњих стручних школа и 4. разред гимназије (2011)[9]

### Чланци
- The women’s movement in Serbia and Montenegro at the turn of the millennium, Feminist Review (1/2004)
- The Family and Work in the Post-socialist Transition of Serbia: 1991—2006
- International Review of Sociology (2/2007).

## Награда „Анђелка Милић”
Секција за феминистичка истраживања и критичке студије маскулинитета установила је награду „Анђелка Милић” да оснажи оригинална и релевантна феминистичка истраживања и њихову примену у свим областима друштвеног живота. Овом наградом се потврђују вредности феминистичке борбе за родну једнакост, ненасиље, против сваке врсте дискриминације, родних стереотипа и мизогиније у циљу модернизације српског друштва.